# Vrutak
Vrutak je umjetno jezero nastalo izgradnjom hidroelektrane Čapljina 1979. čiji je gornji kompenzacijski bazen. Nalazi se kod mjesta Hutova u Bosni i Hercegovini, na zapadnom kraju Popova polja. Površina jezera je 70 ha, a zapremina 7.200.000 m3. Vodom Trebišnjice napaja ga betonirani kanal duljine 65 km, a voda se iz jezera do postrojenja dovodi tunelom promjera 8 metara i duljine 8,1 km.